# Triglavská jezera
Triglavská jezera jsou skupinou ledovcovo-krasových jezer nacházejících se v Dolině Sedmi Triglavských jezer v Julských Alpách ve Slovinsku. Jezera leží v nadmořské výšce 1319 m až 2030 m. Tradičně se uvádí sedm jezer a podle tohoto počtu se označuje i celé údolí. Ve skutečnosti při započtení občasných vodních ploch a umělých jezer je jezer více, jejich počet i výčet se v různých zdrojích liší.

## Jezera
| jezero             | rozloha (ha) | délka (m) | šířka (m) | m.hl. (m) | objem (m³) | n.v. (m) | pobřeží (m) | Souřadnice                       |
| ------------------ | ------------ | --------- | --------- | --------- | ---------- | -------- | ----------- | -------------------------------- |
| Jezero pod Vršacem | 0,38         | 85        | 55        | —         | —          | 1 993    | 237         | 46°21′35″ s. š., 13°47′52″ v. d. |
| Mlaka v Laštah     | —            | —         | —         | —         | —          | 2 005    | —           | 46°21′29″ s. š., 13°47′41″ v. d. |
| Jezero pod Vršaki  | 0,17         | 95        | 45        | —         | —          | 2 030    | 276         | 46°21′00″ s. š., 13°47′52″ v. d. |
| Rjavo jezero       | 0,23         | 150       | 100       | 10,0      | —          | 2 010    | 192         | 46°21′20″ s. š., 13°47′44″ v. d. |
| Zeleno jezero      | 0,30         | 100       | 60        | 2,0       | —          | 1 995    | 233         | 46°21′05″ s. š., 13°47′41″ v. d. |
| Jezero v Ledvicah  | 2,50         | 300       | 120       | 15,0      | —          | 1 830    | 785         | 46°20′26″ s. š., 13°46′56″ v. d. |
| Močivec            | 0,18         | 100       | 15        | —         | —          | 1 692    | 230         | 46°19′12″ s. š., 13°46′46″ v. d. |
| Umetno jezero      | 0,06         | 50        | 15        | —         | —          | 1 688    | 120         | 46°19′10″ s. š., 13°46′44″ v. d. |
| Dvojno jezero      | 2,10         | 300       | 130       | —         | —          | 1 685    | 1 038       | 46°18′59″ s. š., 13°46′48″ v. d. |
| Črno jezero        | 1,00         | 150       | 80        | 6,0       | —          | 1 319    | 419         | 46°17′54″ s. š., 13°47′44″ v. d. |

## Galerie

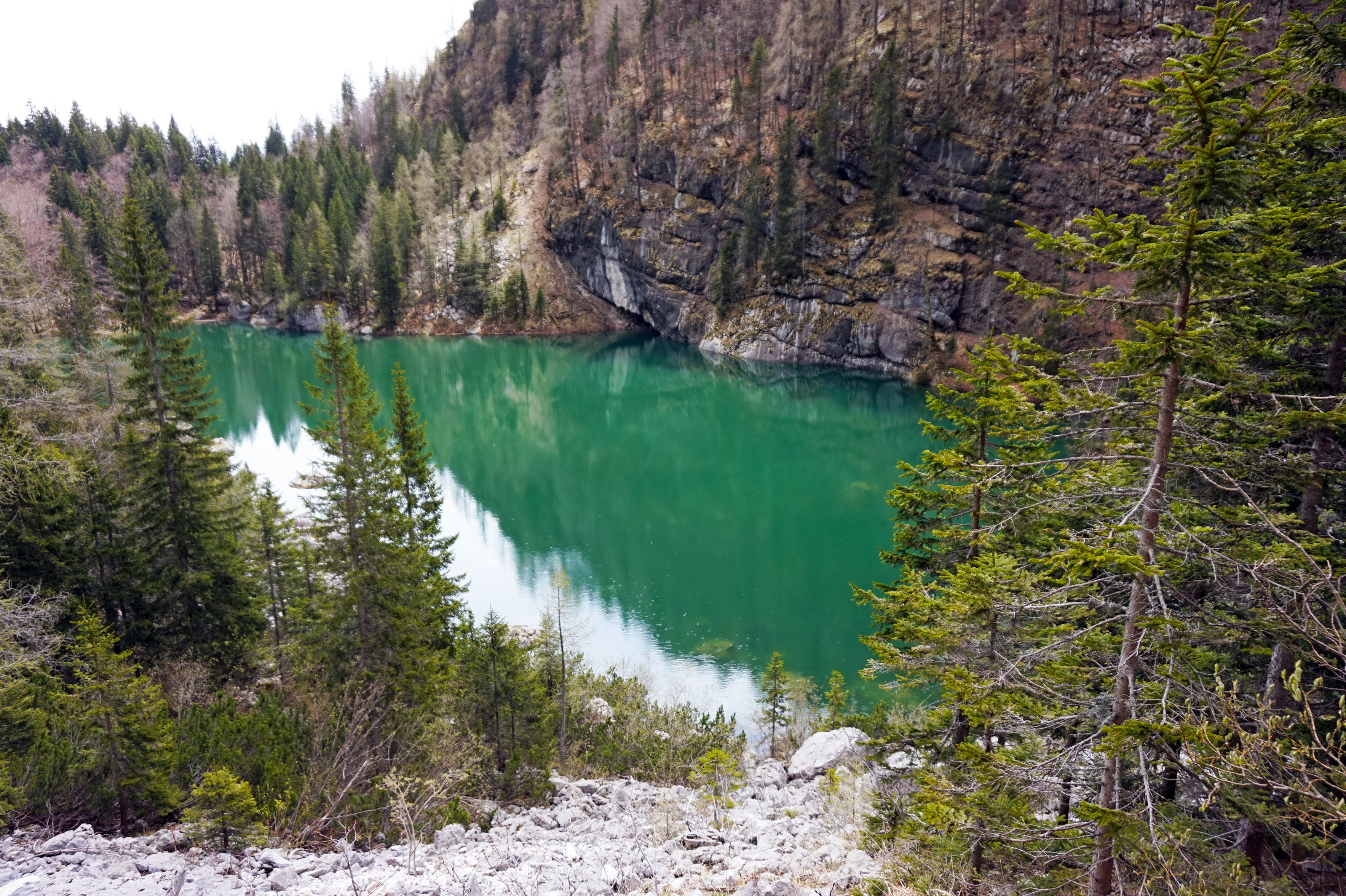
Črno jezero
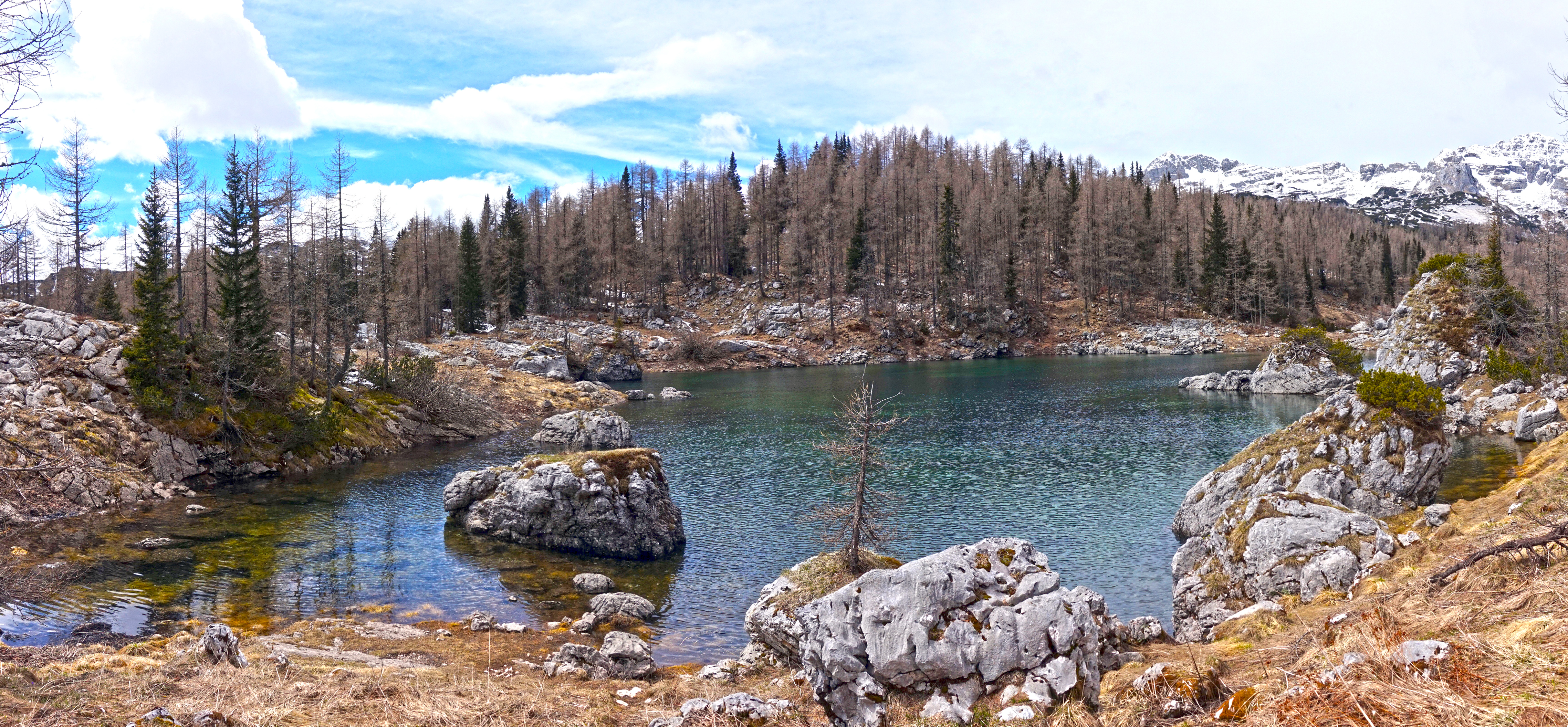
Dvojno jezero (jižní část)
Dvojno jezero (severní část)
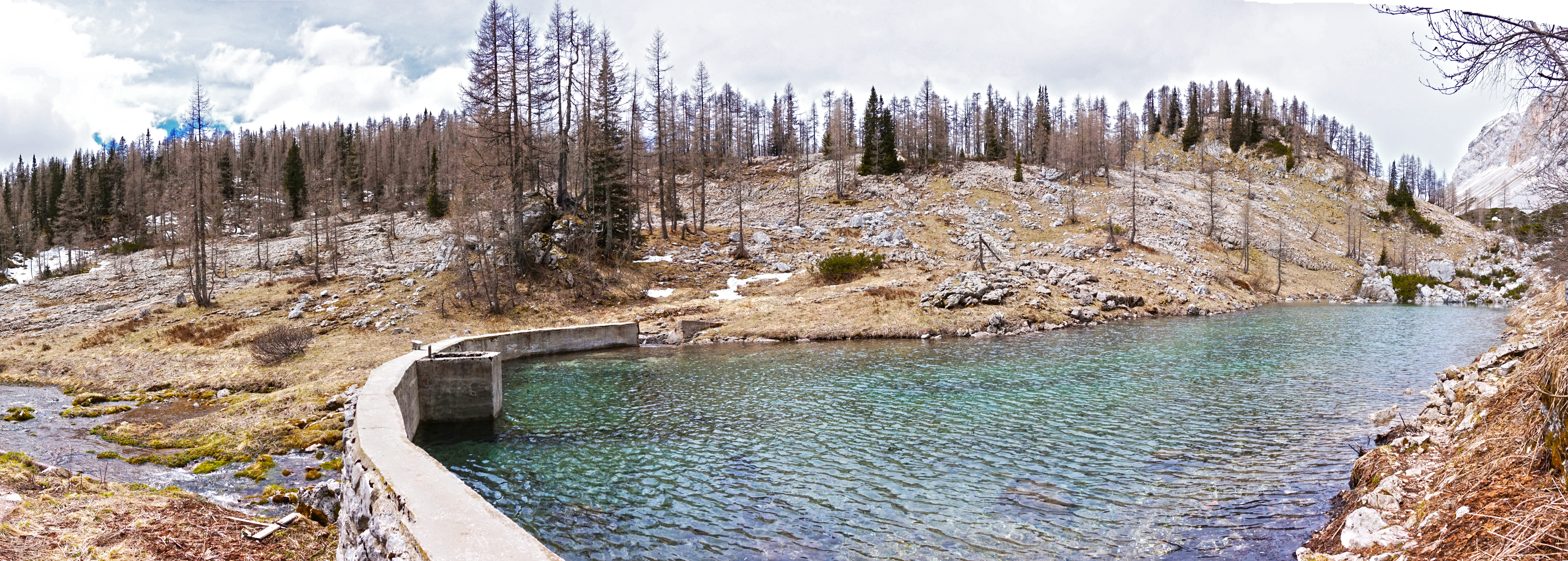
Močivec
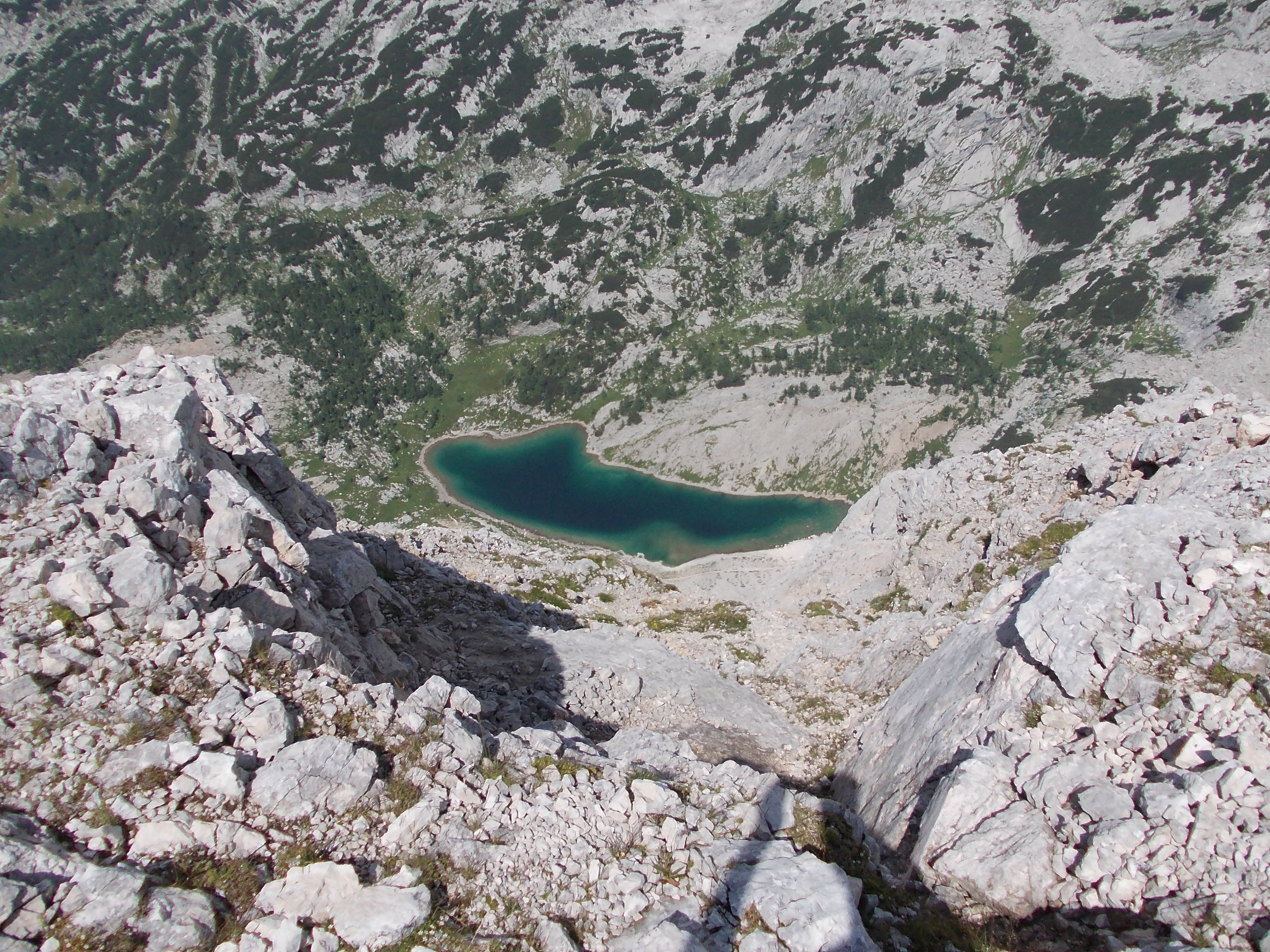
Jezero v Ledvicah
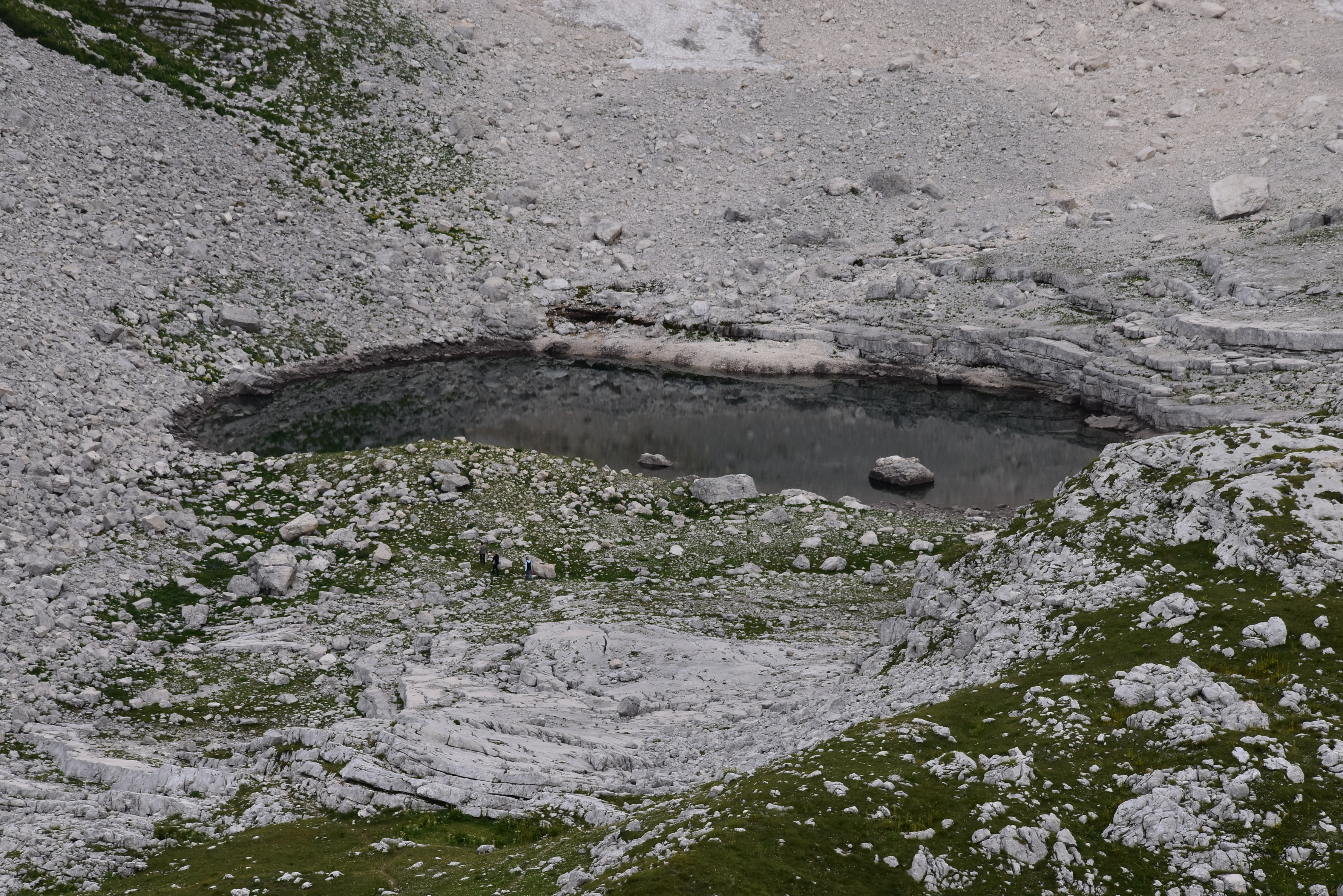
Jezero pod Vršacem